# 曇林
曇林（どんりん、生没年不詳）は、中国南北朝時代から隋代の禅僧。菩提達磨の弟子、のちに慧可の弟子。曇琳、法林とも。盗賊によって腕を断たれ、両臂（りょうひじ）から先を失ったことから「無臂林」とも呼ばれる。

## 略歴
東魏元象元年（538年）から武定元年（543年）まで瞿曇般若流支（中国語版）、毘目智仙（中国語版）、菩提流支、仏陀扇多などの訳経に際し筆記を担当し、序文を書いている。また、嘉祥大師吉蔵の勝鬘経宝窟に曇林の勝鬘経の注疏が引用されている、このため勝鬘経の研究者としても知られる。また菩提達磨大師の伝記『菩提達磨大師略弁大乗入道四行観』「（中国語版）」を著述し、自ら序文を撰している。続高僧伝巻十六慧可伝に曇林の事跡が著述されている。

## 伝説

### 無臂林
ある時、曇林は賊難に遭い両臂から先を失った。幸いにして兄弟子の慧可の助けを受けることができた。人は「無臂林」と呼んだ。胡適によると慧可断臂の逸話はこの逸話が転化したものだという。